# Lophodermium nitens
Lophodermium nitens är en svampart som beskrevs av Darker 1932. Lophodermium nitens ingår i släktet Lophodermium och familjen Rhytismataceae.   Inga underarter finns listade i Catalogue of Life.